# إيموكالي (فلوريدا)
إيموكالي (/ɪˈmɒk(ə)li/ ih-MOK-(ə)-lee) هو مجتمع غير مدمج ومكان مخصص للتعداد السكاني في مقاطعة كولير، فلوريدا، الولايات المتحدة.

## الجغرافية
تقع إيموكالي في شمال مقاطعة كولير على طول طريق ولاية فلوريدا 29. وتبعد لابيل 24 ميل (39 كـم) شمالًا، والطريق السريع 75 (زقاق التمساح) 20 ميل (32 كـم) جنوبًا.
وفقًا لمكتب الإحصاء الأمريكي، تبلغ مساحة 23.3 ميل مربع (60.3 كـم2)، منها 22.7 ميل مربع (58.8 كـم2) أرض و 0.58 ميل مربع (1.5 كـم2)، أو 2.42% ماء.

### المناخ
المناخ في إيموكالي يقع مباشرة على الحد الفاصل بين مناخ شبه استوائي رطب ومناخ استوائي، بمتوسط درجة حرارة في أبرد شهر يناير عند 63.90 °ف (17.72 °م) وهو 0.54 °ف (0.30 °م) أدناه. عتبة 64.40 °ف (18.00 °م) للمناخ الاستوائي.
| البيانات المناخية لـإيموكالي، فلوريدا، 1991–2020 الحالة الطبيعية، القصوى 1970–2016 | البيانات المناخية لـإيموكالي، فلوريدا، 1991–2020 الحالة الطبيعية، القصوى 1970–2016 | البيانات المناخية لـإيموكالي، فلوريدا، 1991–2020 الحالة الطبيعية، القصوى 1970–2016 | البيانات المناخية لـإيموكالي، فلوريدا، 1991–2020 الحالة الطبيعية، القصوى 1970–2016 | البيانات المناخية لـإيموكالي، فلوريدا، 1991–2020 الحالة الطبيعية، القصوى 1970–2016 | البيانات المناخية لـإيموكالي، فلوريدا، 1991–2020 الحالة الطبيعية، القصوى 1970–2016 | البيانات المناخية لـإيموكالي، فلوريدا، 1991–2020 الحالة الطبيعية، القصوى 1970–2016 | البيانات المناخية لـإيموكالي، فلوريدا، 1991–2020 الحالة الطبيعية، القصوى 1970–2016 | البيانات المناخية لـإيموكالي، فلوريدا، 1991–2020 الحالة الطبيعية، القصوى 1970–2016 | البيانات المناخية لـإيموكالي، فلوريدا، 1991–2020 الحالة الطبيعية، القصوى 1970–2016 | البيانات المناخية لـإيموكالي، فلوريدا، 1991–2020 الحالة الطبيعية، القصوى 1970–2016 | البيانات المناخية لـإيموكالي، فلوريدا، 1991–2020 الحالة الطبيعية، القصوى 1970–2016 | البيانات المناخية لـإيموكالي، فلوريدا، 1991–2020 الحالة الطبيعية، القصوى 1970–2016 | البيانات المناخية لـإيموكالي، فلوريدا، 1991–2020 الحالة الطبيعية، القصوى 1970–2016 |
| الشهر                                                                              | يناير                                                                              | فبراير                                                                             | مارس                                                                               | أبريل                                                                              | مايو                                                                               | يونيو                                                                              | يوليو                                                                              | أغسطس                                                                              | سبتمبر                                                                             | أكتوبر                                                                             | نوفمبر                                                                             | ديسمبر                                                                             | المعدل السنوي                                                                      |
| ---------------------------------------------------------------------------------- | ---------------------------------------------------------------------------------- | ---------------------------------------------------------------------------------- | ---------------------------------------------------------------------------------- | ---------------------------------------------------------------------------------- | ---------------------------------------------------------------------------------- | ---------------------------------------------------------------------------------- | ---------------------------------------------------------------------------------- | ---------------------------------------------------------------------------------- | ---------------------------------------------------------------------------------- | ---------------------------------------------------------------------------------- | ---------------------------------------------------------------------------------- | ---------------------------------------------------------------------------------- | ---------------------------------------------------------------------------------- |
| الدرجة القصوى °ف (°م)                                                              | 89 (32)                                                                            | 90 (32)                                                                            | 99 (37)                                                                            | 96 (36)                                                                            | 100 (38)                                                                           | 102 (39)                                                                           | 98 (37)                                                                            | 100 (38)                                                                           | 98 (37)                                                                            | 95 (35)                                                                            | 95 (35)                                                                            | 89 (32)                                                                            | 102 (39)                                                                           |
| الحد الأقصى المتوسط °ف (°م)                                                        | 84.8 (29.3)                                                                        | 86.5 (30.3)                                                                        | 89.2 (31.8)                                                                        | 91.3 (32.9)                                                                        | 94.9 (34.9)                                                                        | 96.2 (35.7)                                                                        | 95.5 (35.3)                                                                        | 95.9 (35.5)                                                                        | 94.5 (34.7)                                                                        | 91.9 (33.3)                                                                        | 88.6 (31.4)                                                                        | 85.6 (29.8)                                                                        | 97.3 (36.3)                                                                        |
| متوسط درجة الحرارة الكبرى °ف (°م)                                                  | 75.5 (24.2)                                                                        | 78.1 (25.6)                                                                        | 81.2 (27.3)                                                                        | 85.4 (29.7)                                                                        | 89.5 (31.9)                                                                        | 91.3 (32.9)                                                                        | 92.3 (33.5)                                                                        | 92.0 (33.3)                                                                        | 90.3 (32.4)                                                                        | 86.9 (30.5)                                                                        | 81.3 (27.4)                                                                        | 77.6 (25.3)                                                                        | 85.1 (29.5)                                                                        |
| المتوسط اليومي °ف (°م)                                                             | 63.9 (17.7)                                                                        | 66.4 (19.1)                                                                        | 69.2 (20.7)                                                                        | 73.5 (23.1)                                                                        | 78.1 (25.6)                                                                        | 81.8 (27.7)                                                                        | 83.1 (28.4)                                                                        | 83.2 (28.4)                                                                        | 82.2 (27.9)                                                                        | 77.7 (25.4)                                                                        | 70.8 (21.6)                                                                        | 66.5 (19.2)                                                                        | 74.7 (23.7)                                                                        |
| متوسط درجة الحرارة الصغرى °ف (°م)                                                  | 52.2 (11.2)                                                                        | 54.6 (12.6)                                                                        | 57.2 (14.0)                                                                        | 61.6 (16.4)                                                                        | 66.7 (19.3)                                                                        | 72.3 (22.4)                                                                        | 73.9 (23.3)                                                                        | 74.5 (23.6)                                                                        | 74.0 (23.3)                                                                        | 68.5 (20.3)                                                                        | 60.2 (15.7)                                                                        | 55.3 (12.9)                                                                        | 64.2 (17.9)                                                                        |
| الحد الأدنى المتوسط °ف (°م)                                                        | 32.1 (0.1)                                                                         | 34.5 (1.4)                                                                         | 40.5 (4.7)                                                                         | 46.4 (8.0)                                                                         | 56.3 (13.5)                                                                        | 65.1 (18.4)                                                                        | 68.8 (20.4)                                                                        | 69.9 (21.1)                                                                        | 67.4 (19.7)                                                                        | 54.0 (12.2)                                                                        | 45.1 (7.3)                                                                         | 35.8 (2.1)                                                                         | 29.7 (−1.3)                                                                        |
| أدنى درجة حرارة °ف (°م)                                                            | 20 (−7)                                                                            | 25 (−4)                                                                            | 30 (−1)                                                                            | 38 (3)                                                                             | 49 (9)                                                                             | 54 (12)                                                                            | 63 (17)                                                                            | 64 (18)                                                                            | 64 (18)                                                                            | 41 (5)                                                                             | 27 (−3)                                                                            | 24 (−4)                                                                            | 20 (−7)                                                                            |
| الهطول إنش (مم)                                                                    | 2.72 (69)                                                                          | 1.90 (48)                                                                          | 2.17 (55)                                                                          | 2.56 (65)                                                                          | 4.16 (106)                                                                         | 7.87 (200)                                                                         | 6.77 (172)                                                                         | 7.40 (188)                                                                         | 5.98 (152)                                                                         | 3.18 (81)                                                                          | 1.53 (39)                                                                          | 1.77 (45)                                                                          | 48.01 (1٬219)                                                                      |
| متوسط أيام هطول الأمطار (≥ 0.01 in)                                                | 6.4                                                                                | 5.7                                                                                | 6.0                                                                                | 6.7                                                                                | 7.5                                                                                | 15.3                                                                               | 16.4                                                                               | 17.7                                                                               | 15.2                                                                               | 8.9                                                                                | 5.2                                                                                | 5.3                                                                                | 116.3                                                                              |
| المصدر: NOAA (يعني الحد الأقصى / الحد الأدنى 1981–2010)                            |                                                                                    |                                                                                    |                                                                                    |                                                                                    |                                                                                    |                                                                                    |                                                                                    |                                                                                    |                                                                                    |                                                                                    |                                                                                    |                                                                                    |                                                                                    |

## وصلات خارجية
- The Story of Immokalee 1938 إدارة تقدم الأعمال  [لغات أخرى]‏ interview covering founding, slave era, عصر إعادة الإعمار and up through الكساد الكبير. Electronic record maintained by مكتبة الكونغرس. Accessed January 15, 2007.